# François Xavier Donzelot
François Xavier Donzelot, (1764 - 1843), conte, a fost un general francez al perioadei napoleoniene. Soldat în marina regală, Donzelot părea condamnat la o carieră obscură, din cauza originilor sale nobile, în contextul revoluției. Cu toate acestea, se remarcă în cadrul  războaielor revoluționare, devenind apoi general de brigadă în timpul campaniei din Egipt. Servește apoi în armata franceză și în cea neapolitană, devenind general de divizie în 1807 și baron în 1808 înainte de a fi numit guvernator al insulelor ioniene, în 1808. Raliat Împăratului în 1815, luptă la bătălia de la Waterloo dar este totuși bine primit de Restaurația franceză, care îl numește guvernator în Martinica, funcție pe care o îndeplinește până în 1825, când este rechemat la cererea sa și i se acordă titlul de conte..  